# 革命について
『革命について』（かくめいについて、On Revolution）は、ハンナ・アーレントの政治学の著作。初刊版は1963年。この主題は1959年の春に「アメリカ文明特別プログラム」が主催し、プリンストン大学でおこなわれた「合衆国と革命精神」に関するセミナーでアレントに与えられたもの。

## 日本語版
- 『革命について』志水速雄訳。1968年に合同出版社、1975年に中央公論社で改訂版。長らく絶版だったが、1995年にちくま学芸文庫で再訂刊行。
- 『革命論　ÜBER DIE REVOLUTION』森一郎訳（みすず書房、2022年）。アーレント自身が、上記の英語版から母国語ドイツ語で再著した版。